# Metal (Newsted)
Metal è l'unico EP del gruppo musicale statunitense Newsted, pubblicato l'8 gennaio 2013 dalla Chophouse Records, etichetta discografica fondata da Jason Newsted.
Il disco è stato prodotto dallo stesso Newsted con l'aiuto di Frank Munoz, ed è stato registrato, missato e masterizzato da Anthony Focx ai Creation Lab Studio tra il 5 e il 12 ottobre 2012.
Il disco ha venduto oltre 6 200 copie nella prima settimana di vendite, oltre ad aver debuttato alla posizione 62 nella Billboard 200.

## Antefatti
Dal 1986 al 2001 Jason Newsted era il bassista del gruppo musicale heavy metal Metallica. Negli anni novanta, Newsted incontrò il batterista Jesus Mendez Jr., il quale aiutò i Metallica in alcuni concerti e più tardi divenne il tecnico alla batteria di un altro gruppo di Newsted, gli Echobrain. Verso la fine degli anni duemila, Newsted incontrò anche il chitarrista Jessie Farnsworth; il trio iniziò a lavorare sulla musica e a scrivere testi. Newsted iniziò a comporre la musica servendosi anche dell'applicazione software GarageBand, prima di insegnare anche a Mendez Jr. e a Farnsworth il suo utilizzo. Dal mese di ottobre fino a dicembre, il registrò un totale di undici brani che avrebbero pubblicato nei primi sei mesi del 2013.

## Pubblicazione
Il 15 novembre 2012 Jason Newsted annunciò il lancio del suo personale sito web per le informazioni relative ai suoi progetti. Il giorno successivo fu intervistato da Eddie Trunk nel programma radiofonico Friday Night Rocks, nel quale rivelò la voglia di pubblicare nuovo materiale attraverso il proprio gruppo.
Il 7 dicembre Newsted annunciò che lui e il gruppo avevano appena concluso le registrazioni relative al primo disco, mentre il 14 dicembre rivelò la lista tracce e la data di pubblicazione di Metal, annunciata per l'8 gennaio 2013 su iTunes (la versione su CD venne invece pubblicata il 15 gennaio). Il giorno successivo, venne annunciato che sarebbe stato girato un videoclip per la traccia d'apertura Soldierhead, il quale è stato pubblicato il 16 gennaio 2013 sul canale YouTube del bassista.
Il 19 agosto Metal è stato ripubblicato anche per il mercato britannico ed europeo da parte della Spinefarm Records, la quale ha pubblicato anche una versione in 12" nello stesso giorno.

## Tracce
Testi e musiche di Jason Newsted.
1. Soldierhead – 4:16
2. Godsnake – 5:16
3. King of the Underdogs – 6:00
4. Skyscraper – 6:36

## Formazione
- Jason Newsted − voce, basso, chitarra, produzione
- Jessie Farnsworth − chitarra, basso, cori
- Jesus Mendez Jr. − batteria, percussioni

Produzione
- Frank Munoz − produzione aggiuntiva
- Anthony Focx − registrazione, missaggio, mastering
- Chris Lascano − fotografia
- Mark Devito − copertina

## Classifiche
| Classifica (2012) | Posizione massima |
| ----------------- | ----------------- |
| Stati Uniti       | 62                |